# Milan Volf
Milan Volf (* 20. dubna 1963 Kladno) je český politik, v letech 1998 až 2004, 2014 až 2018 a opět od roku 2020 starosta / primátor města Kladna, bývalý člen ODS a bývalý hokejový útočník, od roku 2010 předseda grémia strany Volba pro Kladno.

## Život
Vystudoval obor učitelství a trenérství na Fakultě tělesné výchovy a sportu Univerzity Karlovy v Praze (získal tak titul Mgr.).
Milan Volf je ženatý a má dva syny. Žije v Kladně, konkrétně v části Rozdělov. Jeho otcem byl bývalý československý reprezentant a hokejový trenér Jaroslav Volf.

## Politická kariéra
Jako člen ODS byl zvolen primátorem města Kladna, tuto funkci vykonával šest let. V roce 2004 byl ale vzat do vazby kvůli obvinění ze zneužití pravomoci veřejného činitele a na funkci primátora rezignoval. Na jeho místo nastoupil nový primátor města Dan Jiránek (také z ODS).
Policie ho začala pro zneužití pravomoci veřejného činitele stíhat 2. března 2004. Vinila ho, že převedl bez vědomí zastupitelstva a tedy protiprávně přes 40 milionů korun z prostředků města místnímu hokejovému klubu a že bez výběrového řízení zakoupil služební vůz Audi. Volf obvinění popíral a tvrdil, že jeho jednáním nevznikla žádná škoda, ani nebyl spáchán trestný čin. 4. dubna 2006 ho Okresní soud v Kladně odsoudil k podmíněnému trestu v délce 15 měsíců s odkladem na 1,5 roku. 2. července 2008 vrátil Nejvyšší soud případ k novému projednání, neboť rozsudek Okresního soudu v Kladně obsahoval rozpory a byl těžko přezkoumatelný. Okresní soud v Kladně pak 4. listopadu 2008 opět odsoudil Volfa za zneužití pravomoci veřejného činitele k patnáctiměsíčnímu trestu odnětí svobody s odkladem na jeden a půl roku, středočeský krajský soud jej však 20. března 2009 pravomocně obžaloby zprostil a Volf později získal za nespravedlivé stíhání i odškodnění.
V roce 2010 založil v Kladně politickou stranu Volba pro Kladno, byl jejím volebním lídrem a vyzval tak v souboji o křeslo primátora svého následníka Dana Jiránka. Volba pro Kladno ve volbách skončila na 3. místě za ODS a ČSSD, získala šest mandátů ve 31členném kladenském zastupitelstvu a Milan Volf se stal zastupitelem Kladna. Po sestavení koalice ODS a ČSSD zůstal Volf se svými kolegy v opozici.
Po rozpadu celostátní vládní koalice v roce 2013 a vyhlášení předčasných voleb vyjádřil podporu úsilí Jany Bobošíkové založit politickou stranu, se kterou by se vrátil do politiky Václav Klaus.
V komunálních volbách v roce 2014 obhájil post zastupitele města Kladna, když vedl kandidátku strany Volba pro Kladno. Strana volby ve městě vyhrála (23,67 % hlasů, 10 mandátů), uzavřela koalici se čtvrtým hnutím ANO 2011 a pátou KSČM a v listopadu 2014 se Milan Volf stal primátorem statutárního města Kladna.
V komunálních volbách v roce 2018 byl lídrem kandidátky hnutí Volba pro Kladno do Zastupitelstva města Kladna, mandát zastupitele města obhájil. Koalici ale následně vytvořily druhá ODS, třetí uskupení "KLADEŇÁCI" (tj. hnutí STAN, TOP 09, KDU-ČSL a Piráti), čtvrté hnutí ANO 2011 a šesté hnutí SPD. Od koalice se však kvůli spolupráci s hnutím SPD distancovali TOP 09 a Piráti, jejich zástupci buď rezignovali na mandáty nebo ve stranách ukončili členství. Dne 21. listopadu 2018 byl novým primátorem města Kladna zvolen Dan Jiránek z ODS. Na zasedání zastupitelstva města dne 14. září 2020 pak nečekaně, bez předchozího zařazení do programu, vyvolal jeden ze zastupitelů hlasování o odvolání primátora, které bylo úspěšné a které mělo za následek obměnu osob v radě města a za primátora byl zvolen Milan Volf. Pro primátora hlasovali zastupitelé stran Volba pro Kladno, KSČM a ANO.
Ve volbách do Senátu PČR v roce 2020 kandidoval za hnutí Volba pro Kladno v obvodu č. 30 – Kladno. Se ziskem 12,11 % hlasů skončil na 3. místě a do druhého kola nepostoupil.
V komunálních volbách v roce 2022 obhájil z pozice lídra kandidátky hnutí Volba pro Kladno mandát zastupitele města. Na začátku listopadu 2022 byl opět zvolen primátorem města, když jeho vítězné hnutí Volba pro Kladno uzavřelo koalici s hnutím ANO.

## Sportovní činnost
Milan Volf je bývalým hokejovým útočníkem, synem trenéra Jaroslava Volfa, odchovanec HC Kladno. Byl hráčem Kladna, pražské Slavie a dalších klubů. Kvůli zranění musel hokejové kariéry zanechat. Působil jako učitel tělocviku na základní škole v Kladně v Pařížské ulici a jako trenér mládežnických celků v Kladně, v sezoně 2010/2011 se po rezignaci Otakara Vejvody stal na dvě kola dočasným asistentem nového kladenského kouče Petra Tatíčka. Poté byl na jeho místo dosazen Jiří Kopecký.
Od prosince 2009 do dubna 2011 působil ve funkci výkonného ředitele hokejového oddílu HC Vagnerplast Kladno. Poté klub dostal jinou právní strukturu, většinovým vlastníkem se stalo město Kladno a Volf na svoji funkci rezignoval.